# Doom (відеогра, 2016)
Doom (стилізовано як DOOM) — відеогра жанру шутера від першої особи, розроблена id Software і видана Bethesda Softworks для Microsoft Windows, PlayStation 4, Xbox One 13 травня 2016 року, і 10 листопада для Nintendo Switch. Є першою грою перезапущеної серії Doom і першим значним твором у серії після Doom 3 (2004). У березні 2020 року вийшло її продовження Doom Eternal.

## Ігровий процес

Ігровий процес Doom: піхотинець стріляє з кулемета в демона в Пеклі. Шкали ліворуч і праворуч — броня, здоров'я і боєзапас. Трикутники вгорі показують здобуті очки модифікацій, а черепи — зібрані ключі

### Однокористувацька гра
Гравець виступає в ролі піхотинця, який один бореться з численними ворогами за допомогою футуристичної стрілецької зброї та прийомів рукопашного бою. Основи ігрового процесу ті ж, що в оригінальній Doom 1993 року з усіма її умовностями. Так, персонаж гравця здатний нести необмежену кількість зброї, а перезарядки не передбачено — боєзапас поповнюється одразу після взяття боєприпасів.
Всього доступно 27 видів зброї, серед них частину складає арсенал оригінальної гри, частину — нове озброєння (BFG9000, Вибухова гвинтівка, Кулемет, Бойовий дробовик, Кулаки, Осколкова граната, Гармата Ґаусса, Важка штурмова гвинтівка, Пекельна гармата, Голограма-приманка, Блискавкова рушниця, Персональний телепортер, Пістолет, Плазмова рушниця, Ракетомет, Сифонна граната, Статична гармата, Супер-дробовик, Вихрова гвинтівка). Деяка зброя доступна лише в багатокористувацькій грі. Окремо стоїть Ланцюгова пилка, при вбивствах з допомогою якої з ворогів випадають боєприпаси. Сама ж пилка вимагає палива для роботи. На відміну від Doom 1993, зброю можна доповнювати додатковими модулями з допомогою спеціальних дронів та вдосконалювати володіння нею за отримані в боях очки.
«Система карате» забезпечує рукопашний бій зі знищенням ворогів різними прийомами. Подібно до фанатської модифікації Brutal Doom оригінальної гри, персонаж може здійснювати «Славетні вбивства» (англ. Glory Kills), що вирізняються видовищністю і можуть бути виконані при атаці з різних боків, щоразу інакшим способом, коли ворог опиняється на потрібній дистанції й підсвічується. Зі знищених «Славетними вбивствами» ворогів випадають аптечки.
Протагоніст володіє запасом здоров'я та броні. Лікування відбувається шляхом підбирання аптечок (сині контейнери), а броня поповнюється збиранням бронепластин (зелені плитки) чи бонусів у вигляді обладунків. Гра спонукає до пошуку сховків з набоями, бензином для бензопили і аптечками. Боєць швидший за більшість ворогів, що слугує запорукою як нападу, так і втечі. За знайдені силові елементи характеристики персонажа можуть бути збільшені, а можливості — розширені. Так можливо збільшити максимальний запас здоров'я, броні і боєзапас. За ключі преторіанців розширюється функціональність костюма героя. Наприклад, так можна підвищити опірність до дії агресивного середовища чи чутливість сенсорів. Періодично трапляються випробування («Рунічні випробування», позначені зеленими каменями), за проходження яких гравець отримує певну розширені можливості. Місцями розміщені двері, які можна відкрити, знайшовши в іншому місці ключ відповідного кольору. Подекуди розміщені тимчасові бонуси: Берсерк (дозволяє вбивати демонів голіруч), Поспіх (пришвидшує рух), Четверні ушкодження (збільшує забійну силу зброї в 4 рази), Невидимість, Невразливість, Регенерація (поступово поповнює здоров'я і броню до максимуму) і Мегаздоров'я (миттєво дає по 200 очок здоров'я і броні). Крім того на рівнях сховані фігурки піхотинця, кожна з яких відкриває модель, яка показується і меню.
Гравець постійно бачить на моніторі приціл, рівень здоров'я піхотинця і боєзапас. Doom містить «Кодекс» з інформацією про всі бачені види зброї та спорядження, ворогів, світ гри та підказки. Функція «Автокарта» дозволяє побачити в перспективі схему місцевості з позначками розташування корисних предметів. Місцями у вигляді голограм можна побачити записи минулих подій там, де вони відбувалися. Після проходження кожного рівня наводиться статистика успіхів гравця.

### Багатокористувацька гра
У багатокористувацькій грі персонажі, керовані гравцями, змагаються на виділених аренах (картах), згідно правил обраного режиму. Іноді на арені з'являється руна демона, підібравши яку персонаж тимчасово перетворюється на демона — одного з чотирьох на вибір. Крім них гравцям можуть послугувати тимчасові бонуси: «Четверні ушкодження» — збільшує забійну силу зброї в 4 рази, «Невидимість» — робить персонажа непомітним для інших, і «Поспіх» — прискорює пересування. Всього існує 6 режимів:
- Командний смертельний матч (англ. Team Deathmatch) — дві команди гравців змагаються у знищенні одна одної, користуючись всім доступним арсеналом і бонусами. Кожне вбивство ворога приносить команді очки. Виграє та команда, що досягає встановленого ліміту очок до кінця раунду або випереджає противників.
- Кланова арена (англ. Clan Arena) — дві команди борються на знищення, при цьому на арені немає жодних бонусів, а здоров'я бійців не відновлюється. Вбиті бійці не відроджуються і немає рун демонів. Виграє та команда, яка знищує всіх противників або до кінця раунду має більше живих.
- Заморожений квач (англ. Freeze Tag) — дві команди змагаються між собою з умовою, що замість смерті бійці заморожуються. Метою є заморозити всіх членів протиборчої команди або до кінця раунду мати менше заморожених, ніж противники. В разі нічиєї незадовго до кінця раунду на арену падає руна демона, спонукаючи активніше боротися. Союзники можуть розморозити бійця, ставши поряд, причому кілька союзників прискорюють цей процес.
- Домінування (англ. Domination) — на арені розташовані кілька точок, які команди мусять захопити й утримати. При цьому на арену періодично падають руни демонів. Чим довше кожна точка перебуває під контролем команди, тим більше вона приносить очок. Виграє та команда, що досягає встановленого ліміту до кінця раунду або випереджає противників.
- Цар гори/Шлях війни (англ. King of the Hill/Warpath) — через арену рухається ціль, в той час як з іншого боку починає рух руна демона. Команда отримує очки з кожного свого бійця, який утримує ціль. Виграє та, що досягає встановленого ліміту до кінця раунду або випереджає противників.
- Жнива душ (англ. Soul Harvest) — дві команди змагаються у зборі душ противників і союзників, які лишаються після смерті. Кожна душа може бути взята тільки впродовж короткого терміну, причому на місці першого загиблого виникає руна демона. Той, хто забирає руну, тимчасово обертається на демона, який володіє підвищеними характеристиками і отримує по дві душі замість одної. Якщо комусь вдається вбити демона — він може привласнити руну і сам стати демоном. Гра триває до набору встановленого ліміту душ або до вичерпання відведеного часу[7].
- Пекельний забіг (англ. Infernal Run) — команди змагаються за демонічний м'яч, який повинні захопити й забити до воріт противника[8].

Гравцям дається можливість створити унікальний образ свого бійця з близько 300 елементів обладунків, які мають 5 тематик, різні варіанти розфарбовування і орнаменти. Гравці можуть скористатися одноразовими вдосконаленнями, «модулями зламу», які дають переваги в бою: показують рівень здоров'я ворогів, дозволяють бачити бонуси крізь стіни чи відслідковують поранених ворогів. Своє ставлення одне до одного гравці здатні продемонструвати жестами, яких є 125. З їх числа обираються 4 на персонажа, як переможна стійка чи кумедний танок.
До складу гри входить інструмент DOOM SnapMap для створення власних арен. З його допомогою кожен може створити колаж з готових карт, додати вже наявні або нові елементи і поміняти ігрову логіку для створення нових режимів. Своїм творіння потім можна поділитися з гравцями по всьому світу.

### Вороги

#### Одержимі
Одержимими в Doom називано ворогів, які раніше були людьми, але були перетворені на зомбі після хвилі, випущеної в комплексі «Лазар». У Doom можна зустріти такі види одержимих:
- Безвільний (Unwilling) — найслабший ворог у Doom. Позбавлений шкіри та очей, його рот повний вишкірених зубів. Сам він дуже повільний і гине від одного залпу дробовика чи кількох ударів кулаком.
- Інженер (Engineer) — колишній зварювальник, що носить захисну маску, а також засоби безпеки для працівників прикладного інженерного ремесла. Обличчя відкрите, а руки серйозно обгорілі та поплавлені. Усе тіло інженера покрито вплавленими у нього робочими інструментами, такими як зварювальні засоби та каністра з пальним. Каністра може зайнятися і вибухнути, вражаючи всіх навколо
- Вчений (Scientist) — монстр костюмі дослідника зі спотвореним блідо-рожевим тілом. На тілі можна побачити металеві імплантанти. Голова висохла майже до кісток і шкіри, очі відсутні — замість них в голові зяє діра.
- Солдат (Soldier) — монстр у білій броні з накладками на плечах та колінах. Носить зламаний шолом, що зплавився з обличчям, має імплантований у грудну клітину броньований нагрудник. Озброєний автоматом, який став частиною його руки. На відміну від інших одержимих, він не гарчить і має нижчий голос.
- Охоронець (Security) — виглядає так само, як і одержимий солдат, але озброєний імплантованим у його тіло дробовиком та напівпрозорим силовим щитом. Колір щита змінюється на червоний незадовго до того, як зламатися.
- Робітник (Worker) — виглядає подібно до одержимого вченого, але діра в його обличчі майже заросла шкірою, а також бракує лівої руки.

#### Демони
На відміну від одержимих, демони — це істоти, виниклі в самому Пеклі.
- Біс (англ. Imp) — демон розміром приблизно з людину. Вперше з'явився в оригінальній Doom 1993 року. Спритний, здатен високо стрибати та лазити по стінах. Атакує ударом пазурів та стріляє вогняними кулями низької швидкості, від яких досить легко ухилитися.
- Манкуб (англ. Mancubus) — високий огрядний монстр, кіборгізований в комплексі «Лазар». Має одне велике зелене око і величезний рот, з якого видніються гострі зуби. Він покритий бронею на грудях, плечах та нижній частині тіла, але через розмір, велика частина його тіла гола. На животі видніється шрам від хірургічного втручання, на грудній броні зображена пекельна руна. Прямо в його руки вживлені дві гармати, що слугують його основною зброєю. Також він стріляє слизом, який виділяє тіло. Доступний для гри у багатокористувацькому режимі.
- Кібер-манкуб (англ. Cyber-Mancubus) — більш кіборгізована версія Манкуба, що має більше броні та значно сильнішу зброю.
- Порося (англ. Pinky) — великий рожевий монстр з довгими гострими іклами, що бігає на двох ногах. Спина покрита товстим шаром броні. Атакує укусами та ударами з розгону.
- Спектр (англ. Spectre) — результат людських експериментів над Поросям. Майже ідентичний за виглядом до Поросяти, але володіє камуфляжною шкірою, що зливає його з довкіллям. Під час атаки швидко з'являється і зникає з видимого поля зору. Після смерті може втратити невидимість і виглядатиме так само, як звичайне Порося. Доступний для гри у багатокористувацькому режимі.
- Загублена душа (англ. Lost Soul) — виглядає як великий палаючий людський череп з іклами. В дикій природі вселяється в жертву, а її душу перетворює на собі подібного демона. Атакує, з криком врізаючись у героя напряму, але гине в процесі атаки, адже не може в нього вселитись.
- Пекельний спустошувач (англ. Hell Razer) — людиноподібний демон розміром з середню людину. Вдягнений у екзоскелет невідомого походження, який, можливо, є частиною його тіла. Голова покрита матеріалом, що нагадує шолом, який закриває усе його обличчя, окрім рота. Права рука замінена на променеву зброю.
- Пекельний лицар (англ. Hell Knight) — великий людиноподібний демон, приблизно в півтора рази вищий за звичайну людину. Має тіло кольору плоті, голова покрита кістковим шоломом. Використовує лише ближній бій.
- Призивач (англ. Summoner) — дуже худий людиноподібний демон зі світло-синім тілом, покритим червоними плямами. Голова подібна до голови Пекельного Лицаря, але з великим кістяним наростом, що покриває задню частину голови. З-за спини видніються шкіряні крила. Атакує хвилями пекельної енергії, а також прикликає бісів, одержимих солдатів та безвільних.
- Барон Пекла (англ. Baron of Hell) — величезний мускулистий демон з цапиними ногами, рожевим тілом і двома рогами на голові. Атакує ударами рук. Доступний для гри у багатокористувацькому режимі.
- Какодемон (англ. Cacodemon) — величезна літаюча куля з червоної плоті, одним великим зеленим оком і щелепою, повною гострих ікол. Верхня частина покрита червоним панцирем. Знизу звисають чотири слабкі кінцівки. Атакує повільним, але потужним згустком енергії, яку він випускає з рота, також може кусати героя. Доступний для гри у багатокористувацькому режимі.
- Воскреслий (англ. Revenant) — результат експериментів людей зі створення контрольованих демонів. Являє собою високе худе тіло людини, покрите металевими імплантантами. На спині закріплений реактивний ранець, котрий дозволяє йому стрибати й ненадовго затримуватись у повітрі. На плечах закріплені два ракетомети, які і є його основною зброєю. Крім того, він також може атакувати героя руками. Доступний для гри у багатокористувацькому режимі.
- Жнець (англ. Harvester) — монстр, доступний лише в багатокористувацькому режимі. Фізично схожий на Призивача. Має синьо-червону шкіру, кістяний шолом з єдиним жовтим оком, та два пласких роги. Атакує променем, що поглинає життєву енергію всіх істот на шляху. Коли Жнець збирає достатньо життєвої енергії, він може вистрілити згустками плазми.
- Бурлака (англ. Prowler) — монстр, доступний лише в багатокористувацькому режимі. Подібний до біса, але насиченіше рожевий та наділений гострими наростами на спині. Відрізняється високою швидкістю і атакує героя у ближньому бою. Може вбити героя одним ударом, розчавивши його голову об стіну. Натомість він має мало очок здоров'я і вразливий до стрілецької зброї.

#### Боси
Боси в Doom — єдині демони, здоров'я яких показано у верхній частині екрану під час бою. Усі боси унікальні та не зустрічаються більше ніде, крім власної бос-арени.
- Кібердемон (англ. Cyberdemon) — фінальний бос рівня «Lazarus Labs», відроджений людьми викопний демон, що був замкнений у ангарі. Схожий на Барона Пекла, але значно більший, має гострі роги, лівий зламаний посередині. Права рука змінена на лезоподібну кістку. Ліва рука змінена на комбіновану зброю, яку Кібердемон використовує як ракетомет і променеву гармату. Права нога Кібердемона поєднана з механічними компонентами. У грудях Кібердемона міститься аргент-акумулятор, без якого він безсилий у світі людей. Після поразки переносить героя в Пекло, де продовжує бій. У Пеклі крім пострілів періодично створює тунель з кам'яних шипів, обмежуючи рух героя.
- Пекельна Варта (англ. Hell Guards) — фінальні боси рівня «Necropolis». Фактично це органічні обладунки, що котролюються червоподібними демонами. Пекельний Вартовий виглядає як гуманоїд без шиї та голови, цілком покритий кістковимим панцирем з шипами на плечах. Під час бою він атакує жезлом, булавою або і тим і тим, при цьому періодично створюючи вихори полум'я та згустки плазми. Після перемоги над одним Вартовим, герой повинен битися з двома наступними одночасно.
- Павуча Владичиця (англ. Spider Mastermind) — фінальний бос гри, перероджена Олівія Пірс. Виглядає як величезний мозок з двома очами і ротом, поміщений у білий павукоподібний екзоскелет. Під час гри інші демони відгукуються про нього як про «Aranea Imperatrix» (з лат. Павук-Імператриця). В бою атакує пострілами з імплатованих до екзоскелета гармат і піднімає з арени колони.

## Сюжет
Події гри розгортаються в майбутньому у 2149 році на дослідницькій марсіанській базі, де в результаті досліджень корпорації UAC за допомогою технології телепортації людство відкриває портал до Пекла. Після зради однієї із співробітниць UAC до нашого світу прориваються орди демонів нищачи всіх на своєму шляху. Головний герой - воїн, що отямився прикутим до камінного саркофага в приміщенні, розмальованому окультними знаками. Герой озброївшись та знищивши усіх ворогів пробивається до кімнати з бойовим костюмом, де бачить видіння пекла. Піхотинець одягає Обладунки Претор і знаходить на комп'ютері стислі відомості про події на базі, з яких розуміє тільки те, що триває «вторгнення демонів». Він отримує послання від доктора Семюеля Гейдена, директора бази, котрий пропонує об'єднати зусилля для боротьби з демонами. Піхотинець розуміє, що той так чи інакше причетний до вторгнення демонів, знаходить дробовик, після чого вирушає на поверхню Марса аби з'ясувати що накоїли UAC. Пробиваючись крізь демонів він знаходить записи, з яких дізнається, що Обладунки Претор можуть використовуватися тільки Солдатом Фатуму (Думслеєр) - легендарним винищувачем демонів.
Під час бойових дій у індустріальній частині бази із ним зв'язується штучний інтелект марсіанського комплексу VEGA, який обіцяє допомагати з оснащенням через службових дронів, яких можна знайти в різних місцях марсіанського комплексу. Задля того, аби дізнатися реальну ситуацію у комплексі герою необхідно активувати супутникову антенну яка була вимкнена під час вторгнення. Під час своєї подорожі до антени герой знаходить у полеглих бійців охорони різноманітний арсенал який він вміло використовує проти демонів. Скориставшись відбитком руки мертвого робітника, герой активує супутникову антену сподіваючись дізнатися що тут коїться. Однак інформація на терміналі блокується. Після цього на зв'язок виходить доктор Гейден і пропонує знайти термінал VEGA на якому він вже розповість усю правду.
Діставшись до термінала портагоніст слухає монолог керівника бази про необхідність продовження досліджень та вперше вдосконалює свої обладунки силовим елементом, подарованим Гейденом. Сам Гейден, виявляється кіборгом із мозком людини всередині. Він наказує VEGA розповісти про стан бази. Штучний інтелект повідомляє про майже повнн захоплення бази демонами, загибель майже всього персоналу та мутацію вцілілих у демонічних потвор. Саме вторгнення почалося з дослідницького відділу «Лазар» де вивчали артефакти принесені з пекла. Гейден говорить, що демонів випустила провідний дослідник Олівія Пірс і тільки головний герой зараз в змозі все виправити. Корпорація UAC займалася дослідженням і видобуванням ресурсів з Пекла, для подолання енергетичної кризи на Землі UAC почала використовувати потужний енергоресурс - аргент-енергію. Тепер коли весь персонал мертвий ніким неконтрольоване ядро бази стрімко нагрівається. Аби воно не вибухнуло його слід вберегти від розплавлення  врятувавши цим цінні дослідницькі напрацювання. Піхотинець, не маючи іншого вибору, вирушає туди. Він знищує гнізда демонів у залитих розплавленим металом тунелях і знаходить Олівію Пірс, котра через смертельну хворобу перетворила себе на кіборга і прагне скористатись пекельними силами для свого зцілення. Олівія направляє потужності на розширення портального розриву між світом людей і світом демонів, який і слугує основним джерелом потойбічної аргент-енергії, та вирушає до нього. Гейден доручає завадити їй, ввімкнувши індукційні фільтри на вежі під порталом. Героєві вдається добути нову зброю, стрибкові чоботи, і піднятися на вершину вежі. Він вирішує зламати фільтри аби людство не використовувало ресурси і технології пекла. Воїн зустрічає Олівію Пірс яка прагне перебратися у інший вимір. Для цього вона активує Аргент батарею. Розрив через це зростає, переносячи бійця до Пекла.
Оглядаючи це пустельне, покрите руїнами знищених цивілізацій місце, воїн убиває усіх демонів які опинилися у нього на шляху і знаходить сліди експедицій UAC: спорядження, зброю, дронів, голограми та трупи інших піхотинців. Також він натрапляє на саркофаг, де було знайдено Обладунки Фатуму, та скрижалі, на яких записано про подвиги їхнього колишнього власника — самого піхотинця, що був воїном знищеної демонами цивілізації Аргент Д'нур. Врешті це допомагає знайти шлях до телепорта UAC і повернутися на Марс.
Піхотинець застає базу палаючою і зруйнованою. Гейден розповідає про руйнування вежі та що розрив між світами тепер неможливо закрити з Марса. Єдина можливість - знайти у демонів пристрій який відправить його до пекла і вже там Герой  зможе зачинити портал між світами. Воїн прямує до відділу поглиблених досліджень «Лазар», де демони вивчалися й перетворювалися на кіборгів аби служити UAC. На потязі він дістається до дослідного комплексу, звідки і почалося вторгнення демонів. Герой знаходить офіс Гейдена, а в ньому самого керівника бази. Той розповідає про камінь з текстом, добутий з Пекла, що і став основою програми UAC, але згубно діяв на Олівію, яка досліджувала цей артефакт. Гейден дає завдання проникнути в місце зберігання каменя.
Піхотинець спускається туди й отримує рекомендації від VEGA як отримати доступ до лабораторії Олівії. Там герой забирає прототип найпотужнішої зброї BFG 9000. Після блукань коридорами, де "модернізувалися"  демони, він дістається до каменя і виявляє сліди влаштованого Олівією культу, члени якого вірили, що одержимість демонами зробить їх вищими істотами. Герой дізнається про підтримку розриву «Джерелом» глибоко схованому в світі демонів. На заваді стає кібердемон, акумулятор якого після бою вибухає та переносить обох до Пекла. Поборовши підживленого аргент-енергією кібердемона і тамтешніх чудовиськ, боєць відкриває браму, що веде до місця зберігання артефакту, званого Гейденом «Горнилом». Лише ця річ, за його словами, здатна закрити «Джерело». Після знищення варти предмета герой бере артефакт до рук і переноситься Гейденом на базу.
Він опиняється в службових спорудах штучного інтелекту VEGA, а саме на електростанції, яка працює на меншому розриві між світами. Піхотинець вирішує перевантажити електростанцію, щоб перенестися прямо до «Джерела». Нагрівши ядро штучного інтелекту VEGA знищенням охолоджувачів, піхотинець розкриває розрив і переноситься в Пекло. «Джерело» підтримується трьома потоками пекельної енергії яку видобувають із трьох могутніх створінь, кожне із створінь Солдат Фатуму остаточно вбиває, пронизавши «Горнилом» звільнивши створінь від вічних страждань. Ув'язнені духи соратників Солдата Фатуму (Думслеєра) звільняються та показують дорогу до Олівії. Вона збирає демонічну енергію та перероджується на павукоподібне чудовисько. Поборовши і його, піхотинець переноситься на базу UAC і зависає в прийомному телепорті. Гейден оголошує про завершення операції з відбиття демонічного вторгнення, хоч і ціною цілої бази та проєкту з використання ресурсів Пекла. Та зі словами, що одна знахідка варта таких жертв, Гейден відбирає «Горнило», що виявляється руків'ям демонічного меча. Гейден стверджує, що не є лиходієм і не може вбити героя, тож вони ще побачаться. Він телепортує піхотинця за невідомими координатами, а сам іде виконувати свій загадковий план.

## Розробка
Вперше про розробку нової гри серії повідомив Джон Кармак, творець оригінальної Doom, на фестивалі QuakeCon в серпні 2007 року. Тоді вона була відома як Doom 4 і не мала ні орієнтовної дати виходу, ні навіть визначеної команди розробників. Офіційний анонс Doom 4 відбувся 7 травня 2008 року без уточнення платформи. Відтоді до 2013 року розробники не надавали офіційних повідомлень про створення Doom 4, крім згадок в інтерв'ю. Так в 2008 Кармак розповів, що рушієм нової гри стане id Tech 5, що робить можливим її вихід на PS3, Xbox360 і ПК.
В червні 2009 року id Software, в ході розробки гри Rage, було куплено компанією ZeniMax Media. Видавцем Rage і наступних ігор студії стала Bethesda Softworks. В 2011, після виходу Rage, всі зусилля було спрямовано на Doom 4, інші проєкти було скасовано чи призупинено. В 2013 році стало відомо, що розробку почато заново і вона стане «технічним» перезапуском. Було розкрито, що Doom 4 задумувалася як ремейек Doom 2 і мала оповідати про вторгнення демонів на Землю, будучи такою ж масштабною, як Skyrim. Тепер гра розроблялася для наступного покоління консолей, Кармак зазнавчив, що поки все, що Id можуть показати — це «кілька посередніх рівнів». Декілька джерел з числа розробників заявляли, що поганий менеджмент став причиною застою в розробці, вирішити який міг тільки перезапуск. Гра виявилася заскриптованою і надто кінематографічною, «без душі». «У процесі розробки Doom ми досягли певної точки, і, подивившись на результат, сказали: „Ця гра не є тим, чим вона повинна бути“. Така думка склалося не тільки у Bethesda, до нас підходили розробники з id Software зі словами: „Не те щоб це погана або пересічна гра, — але це не Doom. Вона далека від того, чим повинна бути Doom“» — пізніше розповідав Піт Гайнс, піар-менеджер Bethesda.
На виставці E3 2014 було продемонстровано тизер з кібердемоном, підписаний як DOOM. На QuakeCon того ж року відбувся закритий показ трейлера. Піт Гайнс поділився відомостями щодо системи рукопашного бою в грі, використання стрибкового ранця і загальної якості DOOM, попри її незавершеність. До команди розробників тоді приєднався Тьяго Суза, графічний інженер Crytek, для роботи над рушієм id Tech 6. Візуальний стиль DOOM було переглянуто. Пустельні марсіанські пейзажі мали створювати атмосферу тривоги і відчуття, що зі світом щось негаразд. Комплекс «Лазар» проектувався як місце, де колишній порядок і стерильність різко контрастують з індустріальними районами і безладом, що настав після вторгнення демонів. Створити новий образ Пекла виявилося непростим завданням, оскільки в різних культур різні уявлення про нього. Дизайнери зобразили його як фрагменти світів, порожні оболонки колишніх цивілізацій, а колірна гама засновувалася на класичних уявленнях про Пекло як місце, наповнене вогнем і сіркою. Вигляд демонів мав різне підґрунтя в кожному випадку. Так, манкубус задумувався як істота з нереалістичними пропорціями при реалістичних текстурах, а какодемон засновувався на дизайні першої гри серії з більш грізним образом. Загалом демони зберегли характерні риси з Doom, але набули нових деталей.
В лютому 2015 Bethesda заявили, що всі, хто оформив попереднє замовлення Wolfenstein: The New Order, отримають доступ до нової частини серії Doom, названої DOOM. На E3 2015 демонструвалося 15-ихвилинне відео ігрового процесу. Воно викликало неочікувану реакцію — багато хто оцінив DOOM як надто жорстоку. Разом з тим деякими зауважувалося, що ця жорстокість стосується вигаданих істот і є «несправжньою».
Закрите бета-тестування відбувалося з 31 березня по 4 квітня. Відкрите бета-тестування стартувало 15 квітня 2016. Гравцям надавалися дві карти багатокористувацького режиму. Реліз фінальної версії відбувся в п'ятницю 13 травня 2016 року.
У лютому 2016 з Doom було знято захист Denuvo, додано ботів у мережевій грі, режим «Пекельний забіг», а максимальний рівень гравця підвищився до 11-го. Додатково оновлення внесло нові ефекти, вдосконалення інтерфейсу, розширення можливостей редактора карт. Зняття Denuvo було пояснено тим, що він убезпечив гру від піратства на час релізу. Тепер він став непотрібним, адже гра протрималася з ним майже 4 місяці, за які добре продалася.
Версію Doom для Nintendo Switch було видано взимку 2017 року. Вона використовує спрощену графіку та частоту 30 кадрів на секунду.

## Завантажувані доповнення
- Unto the Evil — це доповнення вийшло 4 серпня 2016 року, будучи приуроченим до фестивалю QuakeCon 2016, і розширює багатокористувацьку гру. Додає три карти для багатокористувацької гри, нового демона («женця»), на якого можна обертатися руною, зброю (UAC EMG Pistol і кінетичну міну), додаткові деталі для модифікації свого персонажа й модулі зламу. Крім того розширює можливості SnapMap новими елементами для побудови карт і логічними операціями[30][31].
- Hell Followed — випущене 27 жовтня 2016. Додає три нові карти, надає для мережевої гри какодемона, нові зброю, пристрої і модулі зламу. Крім того містить додаткові набори броні, варіанти її розфарбовування і жести[32].

## Оцінки й відгуки
| Агрегатор  | Оцінка                                         |
| ---------- | ---------------------------------------------- |
| Metacritic | NS: 79/100 PC: 85/100 PS4: 85/100 XONE: 87/100 |

| Видання                   | Оцінка  |
| ------------------------- | ------- |
| Destructoid               | 9/10    |
| Electronic Gaming Monthly | 8.5/10  |
| Game Informer             | 8.75/10 |
| GameRevolution            | [ 37 ]  |
| GameSpot                  | 8/10    |
| GamesRadar+               | [ 39 ]  |
| Giant Bomb                | [ 40 ]  |
| IGN                       | 7.1/10  |
| PC Gamer (США)            | 88/100  |
| Polygon                   | 8.5/10  |
| VideoGamer.com            | 8/10    |

Doom отримала схвальні відгуки критиків, зібравши на агрегаторі Metacritic 79-87 балів зі 100 для різних платформ.
GameSpot відзначили захопливі хаотичні сутички, регулярні дози нової зброї та вдосконалень, випробування з боку орд ворогів, вражаючі похмурі пейзажі, потужний саундтрек і багатогранність Snap Map. З недоліків перелічувались немотивуючий мультиплеєр, незграбні спроби вплести до гри сюжет і повторювана структура місій.
Згідно IGN, які оцінили гру в 7.1/10, «Doom — це історія про два дуже різних шутера (і один хитрий інструмент конструювання). Однокористувацька кампанія вшановує коріння серії, результатом чого є старомодний „біжи й стріляй“ шутер, який відчувається як імітація Doom, обгортка старого хіта, яка правильно переймає всі потужні струни, але не є достатньо творчою. Спроба мультиплеєра запозичити нове, щоб пожвавити старі результати, дає досвід, що не задовільнить прибічників жодного з них. У той же час SnapMap — це поєднання дива, простоти і приємності».
PC Gamer відзначили, що «З кампанією Doom Id Software знайшла затишне місце, розташоване десь між ностальгією та сучасністю, яке оспівує соковитий блиск крупнобюджетних шутерів та відроджує інтенсивний, спрощений фокус на самій стрілянині. Doom надто наближається до витоків, щоб пожвавити жанр, але це нагадування, що ігри-шутери не приречені зупинитись і наповнюватись коридорами й політичною мелодрамою. Це нагадування, що іноді контрольованого, майстерного звернення до базових бажань — бігати швидко, стрибати високо, і ганяти, несучи з глумом демонам правосуддя — більш, ніж достатньо».

### Нагороди
| Рік  | Нагорода                   | Категорія                             | Результат | Примітка      |
| ---- | -------------------------- | ------------------------------------- | --------- | ------------- |
| 2015 | Game Critics Awards 2015   | Найкраща екшн-гра                     | Номінація | [ 45 ]        |
| 2015 | Game Critics Awards 2015   | Найкраща ПК-гра                       | Номінація | [ 45 ]        |
| 2016 | Golden Joystick Award 2016 | Гра року                              | Номінація | [ 46 ]        |
| 2016 | Golden Joystick Award 2016 | Найкращий візуальний дизайн           | Номінація | [ 46 ]        |
| 2016 | Golden Joystick Award 2016 | Найкраще аудіо                        | Номінація | [ 46 ]        |
| 2016 | Golden Joystick Award 2016 | ПК-гра року                           | Номінація | [ 46 ]        |
| 2016 | The Game Awards 2016       | Гра року                              | Номінація | [ 47 ] [ 48 ] |
| 2016 | The Game Awards 2016       | Найкраще керівництво грою             | Номінація | [ 47 ] [ 48 ] |
| 2016 | The Game Awards 2016       | Найкращий музикальний/звуковий дизайн | Перемога  | [ 47 ] [ 48 ] |
| 2016 | The Game Awards 2016       | Найкраща екшн-гра                     | Перемога  | [ 47 ] [ 48 ] |